# Blended learning
Blended learning lub B-learning – mieszana (zintegrowana, hybrydowa) metoda kształcenia, łącząca tradycyjne metody nauki (bezpośredni kontakt z prowadzącym) z aktywnościami prowadzonymi zdalnie za pomocą komputera (M-learning). Stosunek poszczególnych elementów dobiera się w zależności 

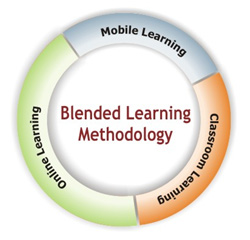
Schemat graficzny metod b-learningu

od treści kursu, potrzeb studentów i preferencji prowadzącego. Metoda ta cechuje się dużą skutecznością, ponieważ pozwala na elastyczny sposób budowania szkolenia z uwzględnieniem celów, tematyki i specyfiki branży oraz grupy uczestników. Zaletą B-learningu jest z pewnością możliwość stosowania zdalnych jak i bezpośrednich form aktywizacji uczniów oraz wspólnej pracy on-line nauczyciela i uczniów. Organizacja czasu w B-learningu jest swobodna dzięki zajęciom zdalnym, a nie wymuszona jak w przypadku tradycyjnych zajęć stacjonarnych.
W związku z coraz większym przenikaniem technologii do świata edukacji blended learning redefiniowany jest jako mieszanie kontekstów, w których się uczymy i zmienianie mediów, przy których użyciu odbywa się komunikacja, a także mieszanie podejść do uczenia się czy urządzeń, czyniące szkolenie tak bardzo efektywnym, jak to tylko możliwe.
Blended learning można  rozpatrywać na kilku różnych płaszczyznach:
- Społecznej, kiedy część szkolenia to warsztaty lub praca projektowa, czas na próbowanie i popełnianie błędów, a inna część to dyskusje (również w wersji online) zajęcia z trenerem czy mentoring.
- Organizacyjnej, gdy aktywności związane z uczeniem się przekraczają granice organizacyjne i ważniejsze stają się wspólne dyskusje, praca i zdobywanie wiedzy, a dotychczasowe środowisko jest jedynie tłem wspólnego uczenia się.
- Technologicznej, gdy część szkoleń jest realizowana „twarzą-w-twarz” z trenerem, część w postaci widekonferencji, inna część jako webinar, udostępnione materiały video lub multimedialne szkolenia we wszystkich swoich technologicznych przejawach[5].